# Magda Lesage
Magda Lesage, ook bekend onder haar pseudoniem Eve Lyne is een Vlaamse actrice.
In 1981 had ze een hoofdrol in Brugge, die stille en in 1989 in Boerenpsalm, twee films van Roland Verhavert. In 1991 volgde nog een rol in een televisiefilm van Verhavert, Moordterras. Ze nam assistentiefuncties op bij de filmsets van De Witte en Springen.
Voor De loteling, ook een film van Verhavert, verving ze de Nederlandse hoofdrolspeelster Ansje Beentjes, die ingevolge een zware ziekte langdurig uitgevallen was, in de periode van de nasynchronisatie.